# Departamento Banda
El departamento Banda es un departamento de la provincia argentina de Santiago del Estero, al centro-oeste de la provincia. Limita al norte con el departamento Jiménez, al sur con el departamento Robles y el departamento Juan Francisco Borges, y al este con el departamento Figueroa. Cubre 3597 km², un 2,6 % del total provincial, y alojaba al 2001 128 387 habitantes, el 15,95 % de la provincia.
Según el INDEC en 2005 tenía 134 205 habitantes.
Su cabecera es la ciudad de La Banda, sobre la orilla del río Dulce. La producción del departamento se centra en la agricultura (produciendo algodón, batatas, cebollas, maíz, tomates, trigo, papa y zapallo), así como la minería de sal de mesa y la cría de ganado.

## Límites
La ley provincial N.º 353, que fue sancionada el 11 de noviembre de 1911, dividió el territorio de la provincia en departamentos, estableciendo los siguientes límites para el Departamento Banda:

Consiste del actual Departamento Banda aumentado con la 2da Sección de Jiménez segundo que se encuentra al Nordeste del Río Dulce.
 Sus confines no se han alterado excepto en la parte que limita con Jiménez segundo, siendo ahora el límite el Río Dulce y la actual divisoria entre Jiménez segundo y el Departamento Río Hondo.
 La Capital es el pueblo Banda.

## Distritos
La ley provincial que fue sancionada el 3 de agosto de 1887 dividió el territorio del departamento entre los distritos de: Acosta, Palmares, Trinidad, Sira, Colonia, Rincón, Polear, Cuyoj, Palos Quemados. La asignación de localidades a cada distrito fue asignada al Poder Ejecutivo.
La ley provincial N.º 260, que fue sancionada el 19 de agosto de 1910, dividió el territorio del departamento en dos secciones separadas por el canal de la Cuarteada, cada un dividida entre los siguientes distritos:
Primera sección
- Rincón
- Polear
- Puyoj

Segunda sección
- Palmares
- Acosta
- Palos Quemados
- Colonia
- Ardiles
- Herreras
- Los Gómez

## Localidades
- Antajé
- Ardiles
- Cañada Escobar
- Chaupi Pozo
- La Aurora
- La Dársena o San Ramón
- Los Quiroga
- Estación Simbolar
- Tramo 16

## Sismicidad
La sismicidad del área de Santiago del Estero es frecuente y de intensidad baja, y un silencio sísmico de terremotos medios a graves cada 40 años.
El 4 de julio de 1817 (207 años), sismo de 1817 de 7,0 Richter, con máximos daños reportados al centro y norte de la provincia, donde se desplomaron casas y se produjo agrietamiento del suelo, los temblores duraron alrededor de una semana. Se estimó una intensidad de VIII grados Mercalli. Hubo licuefacción con grandes cantidades de arena en las fisuras de hasta 1 m de ancho y más de 2 m de profundidad. En algunas de las casas sobre esas fisuras, el terreno quedó cubierto de más de 1 dm de arena.
Aunque la actividad geológica ocurre desde épocas prehistóricas, el sismo del 20 de marzo de 1861 (164 años) señaló un hito importante dentro de la historia de eventos sísmicos argentinos ya que fue el más fuerte registrado y documentado en el país. A partir del mismo la política de los sucesivos gobiernos provinciales y municipales han ido extremando cuidados y restringiendo los códigos de construcción. Pero solo con el terremoto de San Juan de 1944 del 15 de enero de 1944 (81 años) los Estados provinciales tomaron real estado de la gravedad sísmica de la región.